# Велком (Міннесота)
Велком (англ. Welcome) — місто (англ. city) в США, в окрузі Мартін штату Міннесота. Населення — 710 осіб (2020).

## Географія
Велком розташований за координатами 43°39′50″ пн. ш. 94°36′58″ зх. д. / 43.66389° пн. ш. 94.61611° зх. д. (43.663824, -94.616100).  За даними Бюро перепису населення США в 2010 році місто мало площу 3,80 км², уся площа — суходіл.

## Демографія
Згідно з переписом 2010 року, у місті мешкало 686 осіб у 310 домогосподарствах у складі 193 родин. Густота населення становила 181 особа/км².  Було 341 помешкання (90/км²).
Расовий склад населення:
| - 99,9 % — білих - 0,1 % — чорних або афроамериканців |

До двох чи більше рас належало 0,0 %. Частка іспаномовних становила 2,9 % від усіх жителів.
За віковим діапазоном населення розподілялося таким чином: 22,0 % — особи молодші 18 років, 59,6 % — особи у віці 18—64 років, 18,4 % — особи у віці 65 років та старші. Медіана віку мешканця становила 44,3 року. На 100 осіб жіночої статі у місті припадало 98,8 чоловіків;  на 100 жінок у віці від 18 років та старших — 99,6 чоловіків також старших 18 років.
Середній дохід на одне домашнє господарство  становив 45 284 долари США (медіана — 37 917), а середній дохід на одну сім'ю — 48 656 доларів (медіана — 43 182). Медіана доходів становила 33 672 долари для чоловіків та 28 125 доларів для жінок. За межею бідності перебувало 22,0 % осіб, у тому числі 35,2 % дітей у віці до 18 років та 13,3 % осіб у віці 65 років та старших.
Цивільне працевлаштоване населення становило 322 особи. Основні галузі зайнятості: виробництво — 22,0 %, освіта, охорона здоров'я та соціальна допомога — 21,4 %, роздрібна торгівля — 16,1 %.